# Monika Rühl

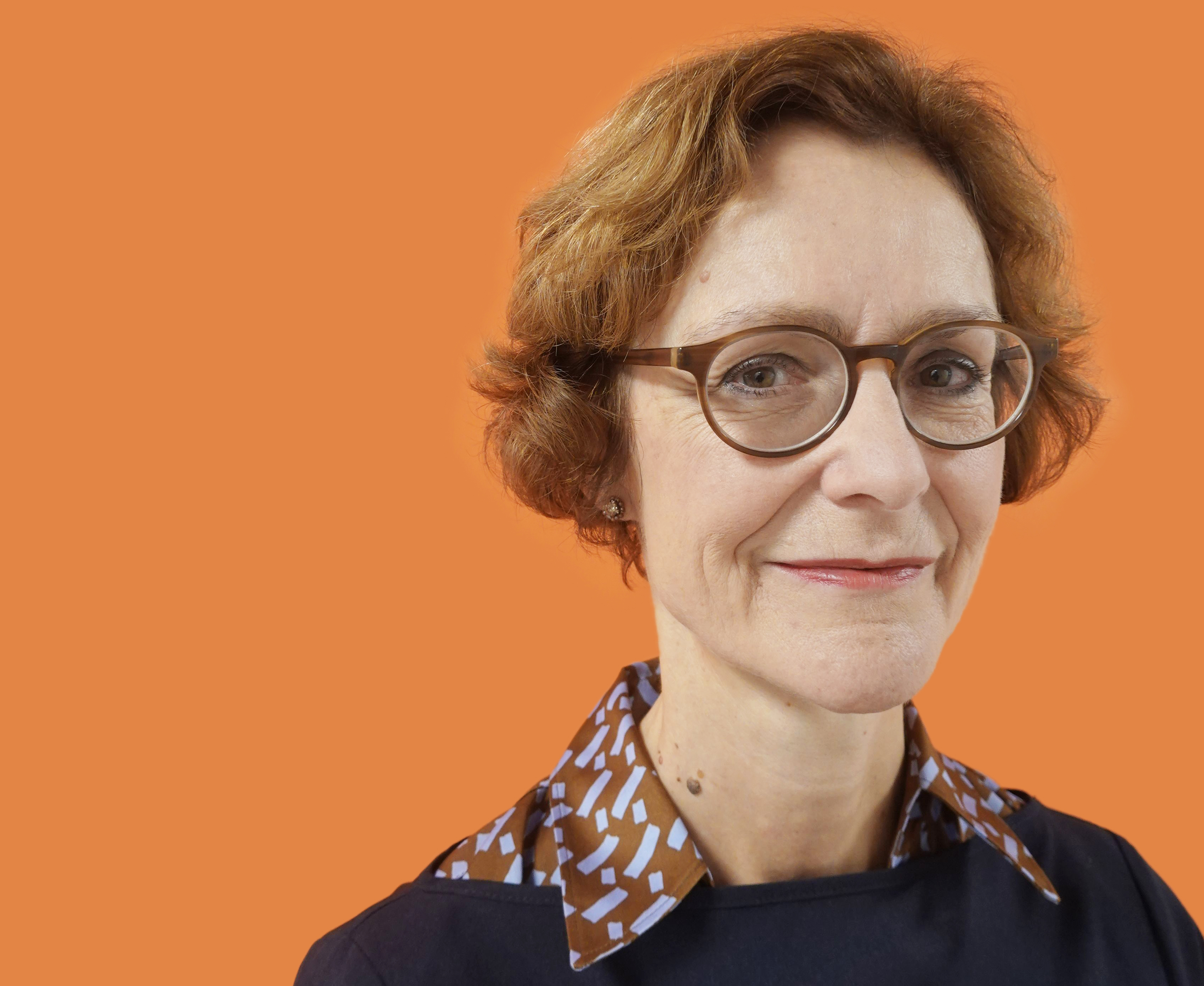
Monika Rühl (2021)

Monika Rühl (* 12. Dezember 1963) ist seit dem 1. September 2014 Direktorin von Economiesuisse, dem grössten Dachverband der Schweizer Wirtschaft. Sie ist die erste Frau an der Spitze von Economiesuisse.

## Leben
Rühl studierte Geschichte der italienischen und französischen Sprache und Literatur in Zürich. Danach absolvierte sie die Diplomatenausbildung in Bern, Brüssel und Genf. Vor ihrer Zeit bei Economiesuisse war Monika Rühl hauptsächlich in der Verwaltung und als Diplomatin tätig. Zwischen 1998 und 2002 war sie Botschaftsrätin bei der Uno in New York, bis zum Stellenantritt bei Economiesuisse war sie Generalsekretärin im Eidgenössischen Departement für Wirtschaft, Bildung und Forschung (WBF).